# Eurytoma irakensis
Eurytoma irakensis är en stekelart som beskrevs av Abdul-rassoul 1990. Eurytoma irakensis ingår i släktet Eurytoma och familjen kragglanssteklar.
Artens utbredningsområde är Irak. Inga underarter finns listade i Catalogue of Life.